# Wądół
Wądół – forma ukształtowania powierzchni ziemi: niewielka dolina o płaskim i zwykle podmokłym dnie oraz stromych zboczach, odwadniana okresowo. Powstaje w wyniku przeobrażenia debrzy lub doliny wciosowej w wyniku akumulacji osadów na ich dnie. Zwykle jest to następstwem wylesienia. Pokryte tylko darnią zbocza spełzają ku dnu wądołu. Forma często spotykana w Karpatach.